# Nowyj Bujan
Nowyj Bujan (ros. Новый Буян) – wieś (sieło) w Rosji, w obwodzie samarskim, w rejonie krasnojarskim. W 2010 liczyła 3265 mieszkańców.